# زورقان بورنيوني
زورقان بورنيوني (الاسم العلمي:Cymbidium borneense) هو نوع من النباتات يتبع جنس الزورقان من الفصيلة السحلبية.